# Sangué, Mauritania
Sangué este o comună din departamentul Maghama, Regiunea Gorgol, Mauritania, cu o populație de 6.005 locuitori.